# Kanton Sagro-di-Santa-Giulia
Der Kanton Sagro-di-Santa-Giulia war bis 2015 ein französischer Wahlkreis im Arrondissement Bastia, im Département Haute-Corse und in der Region Korsika. Sein Hauptort war Brando.
Der acht Gemeinden umfassende Kanton war 143,35 km² groß und hatte 4018 Einwohner (Stand: 2012).

## Gemeinden
| Gemeinde            | Einwohner | Code postal | Code Insee |
| ------------------- | --------- | ----------- | ---------- |
| Brando              | 1527      | 20243       | 2B043      |
| Canari              | 323       | 20217       | 2B058      |
| Nonza               | 67        | 20217       | 2B178      |
| Ogliastro           | 96        | 20217       | 2B183      |
| Olcani              | 55        | 20217       | 2B184      |
| Olmeta-di-Capocorso | 112       | 20217       | 2B187      |
| Pietracorbara       | 433       | 20233       | 2B224      |
| Sisco               | 743       | 20233       | 2B281      |